# Peroxizom

Structura de bază a peroxizomilor

Peroxizomul este un organit celular, delimitat de o singură membrană, care conține catalază și enzime generatoare de peroxid de hidrogen [5]. Peroxizomii se regăsesc în aproape toate celulele eucariote. Sunt implicați în procese catabolice, în special în procesul biochimic de beta-oxidare a acizilor grași cu catenă foarte lungă. La mamifere (implicit, la om), peroxizomii sunt bine reprezentați în celulele hepatice și renale (Mannaerts și van Veldhoven, 1993). La plante se cunosc mai multe tipuri de peroxizomi: glioxizomii, peroxizomii foliari etc. Catalaza este enzima caracteristică peroxizomilor și catalizează descompunerea peroxidului de hidrogen (H2O2).
Peroxizomii au fost descoperiți în 1954 de către J. Rhodin, care i-a observat în celulele tubilor uriniferi din rinichiul de șoarece și i-a denumit "microcorpi" ("microbodies", în engleză). Semnificația lor funcțională a rămas însă obscură pentru aproximativ un deceniu, timp în care organite de factură similară s-au dovedit a fi prezente nu numai în corpul animalelor, ci și în celulele plantelor și ale protistelor.
Ameliorând tehnicile de centrifugare diferențială, Christian de Duve și colaboratorii săi au reușit să separe în 1965, din fracțiunile lizozomale, o fracțiune bogată în oxidaze și catalază, care apărea la microscopul electronic constitută din particule sferice, cu diametrul de 0,5μm, delimitate de o singură membrană. Aceste organite -aceleași cu cele observate de Rhodin cu un deceniu în urmă -au fost denumite de către de Duve peroxizomi (dupa modelul "lizozomi"), cu referire la implicarea lor în metabolismul peroxidului de hidrogen (Masters și Crane, 1995).

## Morfologie și structură
- Forma peroxizomilor: în mod obișnuit, sferică sau ovoidală; mai rar, alungită (sau aspect de halteră);
- Diametrul: 0,1-1,5μm (în medie, 0,3-0,9μm).

Datorită contrastului scăzut dintre interiorul lor și citosol, peroxizomii nu sunt vizibili, în general, la microscopul optic. Examinați la microscopul electronic de transmisie, ei prezintă la exterior o membrană simplă, de circa 6 nm grosime, iar în interior o matrice granulară, amorfă sau fibrilară. În matrice se observă uneori unul sau mai mulți cristaloizi electrondenși de natură enzimatică (Dragoș și colab., 1997).

## Enzime
- Catalază
- Urat oxidază
- L-α-hidroxiacid oxidază
- D-aminoacid oxidază
- Enzimele β-oxidării
- Acil-CoA oxidază
- 3-cetoacil-CoA tiolază

## Funcții:
1. metabolismul peroxidului de hidrogen (producerea și descompunerea acestuia);
2. metabolismul acizilor nucleici (uricaza degradează purinele);
3. reglarea metabolismului glucozei (face transferul ireversibil al unor grupări amino ajutând la gluconeogeneză);
4. beta-oxidarea acizilor grași, îndeosebi a celor cu catenă foarte lungă (ușurează oxidarea acizilor grași în mitocondrii reducând lanțul de atomi de carbon, facilitând acțiunea mitocondriilor);
5. detoxificarea unor molecule;
6. biosinteza plasmalogenelor etc.